# Бучек (гміна)
Гміна Бучек (пол. Gmina Buczek) — сільська гміна у центральній Польщі. Належить до Ласького повіту Лодзинського воєводства.
Станом на 31 грудня 2011 у гміні проживало 4979 осіб.

## Площа
Згідно з даними за 2007 рік площа гміни становила 90.84 км², у тому числі:
- орні землі: 69.00%
- ліси: 21.00%

Таким чином, площа гміни становить 14.71% площі повіту.

## Населення
Станом на 31 грудня 2011:
| Опис     | Загалом | Загалом | Чоловіки | Чоловіки | Жінки | Жінки |
| -------- | ------- | ------- | -------- | -------- | ----- | ----- |
| одиниця  | осіб    | %       | осіб     | %        | осіб  | %     |
| все      | 4979    | 100     | 2484     | 49.89    | 2495  | 50.11 |
| міське   | 0       | 100     | 0        |          | 0     |       |
| сільське | 4979    | 100     | 2484     | 49.89    | 2495  | 50.11 |

## Сусідні гміни
Гміна Бучек межує з такими гмінами: Зелюв, Ласьк, Сендзейовіце.